# Банџи скакање
Банџи скакање или банџиџампинг (енг. Bungee jumping) представља авантуристички спорт где је особа везана за неку еластичну жицу или канап те скаче са велике висине. Висока конструкција са које се скаче је обично фиксни објекат, као што је зграда, мост или дизалица; али је такође могуће скочити са покретног објекта, као што је балон или хеликоптер тј. са објекта који има способност да лебди изнад земље. Узбуђење долази од слободног пада и одбијања. Када особа скочи, кабл, односно канап се растеже и скакач поново лети према горе док се кабл повлачи, и наставља да осцилује горе — доле све док се сва кинетичка енергија не расипа.

## Историја
Први модерни банџи скокови организовани су 1. априла 1979. године у Бристолу од 250 стопа (76 м), од стране Дејвида Киркеа и Сајмона Килинга, чланова Опасног спортског клуба Универзитета Оксфорд и Џофа Табина.. Студенти су дошли на идеју да скачу након што су расправљали о ритуалу "скакања у вино" који су спровели становити становници Вануатуа. Скакачи су ускоро ухапшени, али су наставили са скоковима у САД са моста Голден гејт и моста у клисури Ројал (последњи скок који је спонзорисао и преносио америчка телевизија), ширећи концепт широм света. До 1982. скакали су са мобилних дизалица и балона.
Организовани комерцијални банџи је започео са Новозеланђанином, Хакетом, који је направио свој први скок са моста у Оукланду 1986. Током наредних година, Хакет је извео бројне скокове са мостова и других структура (укључујући и Ајфелов торањ), изградивши јавни интерес за овај спорт и отворивши место за банџи скакање на Новом Зеланду. Хакет је и даље један од највећих комерцијалних оператера банџи скакања.
Неколико милиона успешних скокова се десило од 1980. године. Овај рекорд се може приписати банџи операторима који се строго придржавају стандарда и смерница који регулишу скокове, као што су дупли прорачуни и опрема за сваки скок. Међутим, било је и смртних случајева. Релативно честа грешка у случајевима смртних случајева је да се користи кабл који је предугачак. Кабл би требало да буде знатно краћи од висине платформе за скакање како би се омогућило растезање. Када кабл постане затегнут, а затим истегнут, напетост у каблу се постепено повећава. У почетку је затезање мање од тежине скакача, а скакач наставља да убрзава наниже. У неком тренутку, напетост је једнака тежини скакача и убрзање је привремено нула. Са даљим истезањем, скакач има повећано убрзање навише и у некој тачки има нулту вертикалну брзину пре него што се повуче према горе.

## Опрема
Еластични конопац који је први пут коришћен у банџију, је фабрички произведен. Овај специјални конопац састоји се од многих латексних нити у чврстом спољном поклопцу. Спољни поклопац се може наносити када је латекс претходно напрегнут, тако да је отпорност кабла на продужетак већ значајан на природној дужини кабла. Ово даје јачи, оштрији скок. Плетени поклопац такође пружа значајне предности трајности. Остали оператери, укључујући Хакета, користе необложене жице с изложеним латексним нитима. Ово даје мекше и дуже одскакање.

## Највиши скок
У августу 2005, Хакет је скакао са Макау куле, чинећи тај скок највећим скоком са 233 метра на свету. Овај скок се међутим није дефинисао као највиши скок јер није строго речено банџи скок, већ уместо онога што се назива Decelerator-Descent скок, користећи челични кабл уместо еластичног ужета. Макау кула је 2006. године је добила дозволу за праве банџи скокове, која је постала највише место на свету са којег се скаче према Гинисовој књизи рекорда. Макау кула има систем "водич кабла" који ограничава љуљање (скок је врло близу структуре саме куле), али нема никаквог ефекта на брзину спуштања.
Друго највише место за скакање је са бране Контра у Швајцарској.
Ипак, највише место за скакање се налази у Калифорнији у клисури Ројал али ово место није увек доступно за скакање те се зато не рачуна у класификацију највишег места. Висина је 321m.

## Варијације
Када је катапулт у питању, (обрнути банџи) "скакач" почиње скок на тлу. Он је причвршћен за тло и кабл је растегнут, а затим пуштен и "испуцава" скакача у ваздух. Ово се често постиже коришћењем крана или дизалице причвршћене на структури. Ово поједностављује радње истезања кабла и касније спуштање учесника на тло.
Банџи трамполина користи, као што му и само име каже, елементе банџија и трамполине. Скакач скаче на трамполини и налази се у каросерији, која се преко банџи каблова причвршћује на два висока стуба на свакој страни трамполина. Док почињу да скачу, банџи каблови се затежу дозвољавајући већи скок него што би се иначе могли направити само од трамполина.
Банџи трчање не укључује скакање као такво. Он се само састоји од трчања дуж стазе са везаним еластичним каблом. Често се на њему налази маркер са жичаном траком који означава колико је тркач добио пре повлачења банџи кабла. Ова активност се често може наћи на сајмовима и карневалима и често је најпопуларнија код деце.
Банџи скакање са рампе: две гумене врпце су везане око струка учесника. Учесници возе бицикл, саонице или скијају пре скакања.
Банџи зарањање је најсличније банџи скакању јер учесник пада са висине, али у овој варијацији нема кабла; уместо тога учесник слободно пада у мрежу.

## Безбедност и могуће повреде
Повреде се могу поделити на оне које настају након скакања као и оне које се догађају без обзира на сигурносне мере.
Прво, може доћи до повреде ако се сигурносни појас изда и ако се дужина кабла се не израчуна, или ако кабл није правилно повезан са платформом за скок.
Повреде које се дешавају упркос мерама безбедности генерално се односе на нагли пораст интраваскуларног притиска у горњем делу тела током трзања кабла. Оштећење вида је најчешће пријављена компликација. У једном случају, вид 26-годишње жене је још увек био оштећен након 7 месеци. Веома озбиљне повреде могу настати и ако се врат или тело скакача заплету у кабл. Недавно је описана и дисекција каротидне артерије која доводи до типа можданог удара након банџи скакања. Све ове повреде су се догодиле здравим и способним људима у двадесетим и тридесетим годинама. Показало се да банџи скакање повећава стрес и смањује имунолошку функцију.